# 莱索蒂约迪皮
莱索蒂约迪皮（法語：Les Authieux-du-Puits，法語發音：[le.z‿otjø dy pɥi] ⓘ）是法国奥恩省的一个市镇，位于该省中部偏东，属于阿让唐区。

## 地理
莱索蒂约迪皮（48°42'45"N, 0°19'46"E）面积4.43 平方千米，位于法国诺曼底大区奧恩省，该省份为法国西北部内陆省份，北起顺时针与卡爾瓦多斯省、厄尔省、厄尔-卢瓦省、萨尔特省、马耶讷省和芒什省接壤。
与莱索蒂约迪皮接壤的市镇（或旧市镇、城区）包括：尚欧、埃绍富尔、普朗什。

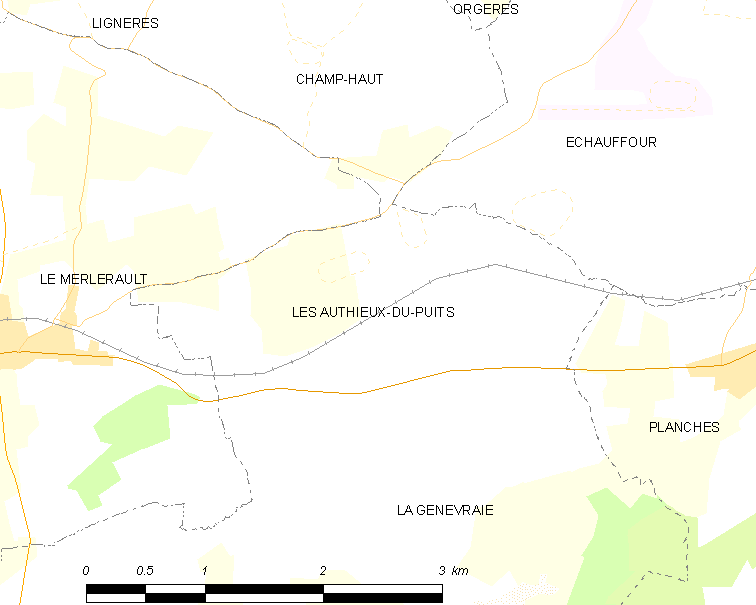
莱索蒂约迪皮的OSM定位图

莱索蒂约迪皮的时区为UTC+01:00、UTC+02:00（夏令时）。

## 行政
莱索蒂约迪皮的邮政编码为61240，INSEE市镇编码为61017。

## 政治
莱索蒂约迪皮所属的省级选区为赖村县。

## 人口

1962-2008年间莱索蒂约迪皮人口变化图示

莱索蒂约迪皮于2022年1月1日时的人口数量为76人。